# Valéria Grillo
Maria Valéria Dutra Grillo (Belo Horizonte, 2 de junho de 1956) é uma jornalista e locutora. Graduada em jornalismo no Brasil, locutora e narradora de documentários  com vasta experiência em tv,  mercado publicitário e corporativo.

## Carreira
Televisão e rádio
Valéria Grillo viveu no Rio de Janeiro e Paris, onde estudou na Universidade de Vincennes. Retornando a Minas Gerais, trabalhou como locutora nas rádios Mineira, Terra e D'El Rey. e apresentou o telejornal local da TV Alterosa e o MG TV, da TV Globo Minas.
Em 1987 mudou-se para São Paulo e passou a fazer parte da equipe TV Cultura, onde apresentou o Jornal da Cultura. e narrou o programa Planeta Terra e outros documentários da emissora. Em 2016 Valéria Grillo saiu da TV Cultura. Hoje, faz parte do quadro de locutores da UNIVESP TV, Fundação Padre Anchieta. 
Locução
Valéria Grillo faz parte do "Clube da Voz", grupo que reúne os maiores profissionais da voz do estado de São Paulo. Locutora com vasta experiência no mercado publicitário e corporativo.  Locutora de audio guias e narradora de documentários em canais de TV a cabo.